# Bolcaichthys catopygopterus
Bolcaichthys catopygopterus è un pesce osseo estinto, appartenente ai clupeiformi. Visse nell'Eocene medio (circa 50 milioni di anni fa) e i suoi resti fossili sono stati ritrovati in Italia, nel famoso giacimento di Monte Bolca. 

## Descrizione
Questo pesce era notevolmente simile a una sardina attuale, ed era lungo al massimo una decina di centimetri. I numerosi fossili ritrovati hanno permesso di riconoscere una combinazione unica di caratteri: la lunghezza della testa è di circa un terzo o un quarto della lunghezza totale; la volta cranica ha 10-14 strie fronto-parietali; la bocca è in posizione terminale; vi sono due supramaxillae; mascelle e palato sono privi di denti; vi è una serie completa di circa 20-22 placche addominali carenate con processi ascendenti; non vi è nessuno scudo dorsale; vi sono cinque o sei raggi branchiostegali; vi sono otto sopraneurali, 40-42 vertebre e 20-22 costole pleurali, e tre epurali.

## Classificazione
Questo animale venne descritto per la prima volta da Arthur Smith Woodward nel 1901, sulla base di fossili provenienti dal giacimento di Monte Bolca. Lo studioso ascrisse questi fossili a una nuova specie del genere attuale Clupea, C. catopygoptera. Solo nel 2015 uno studio di Marramà e Carnevale su oltre trecento esemplari di clupeidi conservati in varie istituzioni e musei ha permesso di riconoscere che oltre il 95% degli esemplari erano da attribuire a questa specie, sufficientemente distinta dalle restanti del genere Clupea da poter essere inclusa in un genere a sé stante, Bolcaichthys. 

## Paleobiologia
La presenza di un numero molto elevato di banchi di clupeidi appartenenti al genere Bolcaichthys in tutte le fasi di sviluppo (larvale, giovanile e adulto) supporta l'ipotesi che i sedimenti si siano depositati vicino alla costa in un contesto soggetto all'influenza ecologica del mare aperto.